# Saguenay (miasto)
Saguenay – miasto w Kanadzie, w regionie Saguenay–Lac-Saint-Jean prowincji Quebec, położone nad rzeką Saguenay. Współrzędne geograficzne: 48°26′N 71°05′W/48,433333 -71,083333. Ludność: 143 tys. (2006).

## Administracja
Miasto znajduje się poza jakąkolwiek regionalną gminą hrabstwa, jest więc terytorium równoważnym z regionalną gminą hrabstwa (territoires équivalents à une MRC, TÉ).
Miasto powstało 18 lutego 2002 z połączenia miast: Chicoutimi, Jonquière, La Baie i Laterrière oraz gmin Lac-Kénogami i Shipshaw, a także części gminy Tremblay. Obecnie dzieli się na trzy główne części:
- Chicoutimi (dawne miasta Chicoutimi, Laterrière i wioska Tremblay);
- Jonquière (dawne miasta Jonquière, Lac-Kénogami i Shipshaw);
- La Baie (dawne miasto La Baie).

## Przemysł
Saguenay to ważny ośrodek przemysłowy Quebecu. Rozwinął się tutaj przemysł celulozowo-papierniczy, chemiczny, papierniczy, materiałów budowlanych oraz spożywczy. Ponadto produkcja tlenku glinu i hutnictwa aluminium. Znajduje się tutaj elektrownia wodna na rzece Saguenay. Nad rzeką istnieje również ważny port rzeczny.

## Edukacja
W dzielnicy Chicoutimi znajduje się uniwersytet założony w 1969 (Université du Québec à Chicoutimi).

## Sport
- Saguenéens de Chicoutimi – klub hokejowy

## Demografia
Liczba mieszkańców Saguenay wynosi 143 692. Język francuski jest językiem ojczystym dla 97,8%, angielski dla 0,8% mieszkańców (2006).